# Iridana incredibilis
Iridana incredibilis is een vlinder uit de familie Lycaenidae. De wetenschappelijke naam van de soort is, als Iris incredibilis, voor het eerst geldig gepubliceerd in 1891 door Otto Staudinger.